# Lancelot Lowther
Lancelot Edward Lowther, 3e comte de Lonsdale (25 juin 1867 - 11 mars 1953) est un pair anglais, quatrième et dernier fils de Henry Lowther (3e comte de Lonsdale). 

## Biographie
Il fait ses études au Malvern College et au Magdalene College, Cambridge. À Cambridge, il est membre du University Pitt Club. Le 13 octobre 1886, il est nommé lieutenant du 3e bataillon du Border Regiment (la milice royale de Cumberland). 
Peu de temps après, il est nommé sous-lieutenant dans les comtés traditionnellement dominés par sa famille, Cumberland (21 novembre 1891 ) et Westmorland (26 janvier 1892). Fidèle à la tradition familiale, il pratique le sport et, en 1905, est un maître de la Chasse au leurre et un maître adjoint du Quorn. 
Pendant la Première Guerre mondiale, il sert au Moyen-Orient et reçoit après la guerre l'OBE (3 juin 1919) et l'Ordre du Nil, 4e classe (16 janvier 1920). Le 3 juin 1922, le vieillissant Lowther, âgé alors de 55 ans, démissionne de sa lieutenance de Westmorland. 
En 1944, il accède finalement au comté de Lonsdale à la mort sans enfant de son frère, Hugh. La vie dispendieuse de Hugh avait en grande partie ruiné le domaine, et il est forcé de vendre aux enchères le contenu de Lowther Castle en 1947. Cela s'est avéré être la plus grande vente de Château anglais du XXe siècle. 

## Mariages et Famille
Le 24 avril 1889, il épouse Gwendoline Sophia Alice Sheffield (née en 1869, décédée le 4 novembre 1921), fille de Sir Robert Sheffield, cinquième baronnet, avec qui il a trois enfants: 
- Barbara Lowther (née le 8 avril 1890, décédée en 1979), épouse le Col (James) Archibald Innes en 1914, divorcée en 1921.
- Marjorie Lowther (née le 6 février 1895, décédée le 29 juillet 1968), mariée à George Rodney, 8e baron Rodney (né en 1891, décédée en 1973) le 15 septembre 1917
- Anthony Lowther (vicomte Lowther) (né le 24 septembre 1896, décédé le 6 octobre 1949) père de James Lowther (7e comte de Lonsdale).

Après le décès en 1921, de sa première épouse, Gwendoline, il épouse le 8 octobre 1923 Sybil Beatrix Feetham. Ils ont eu un fils ensemble: 
- Timothy Lancelot Lowther (né le 27 avril 1925, décédé en 1984)

Le fils aîné de Lonsdale, Anthony, est mort avant lui, en 1949. Lord Lonsdale est décédé en 1953 et son petit-fils, James lui succède au comté. La comtesse de Lonsdale est décédée le 10 mars 1966. 